# The Prisoner (jeu vidéo)
Pour les articles homonymes, voir The Prisoner (homonymie).
The Prisoner est un jeu vidéo d’aventure développé par David Mullich et publié par Edu-Ware en 1980 sur Apple II. Le jeu s’inspire de la série télévisée des années 1960 Le Prisonnier. Le joueur incarne un ancien membre d’une agence de renseignement qui, après avoir brusquement démissionné, se fait enlever avant d’être emprisonné sur une île isolée. Ses ravisseurs tentent de lui extirper des informations sur la raison de sa démission, représentée dans le jeu par un code à trois chiffres que l’ordinateur tente d’obtenir en exerçant une pression psychologique sur le joueur. En plus d’éviter de révéler ce code, le joueur doit rassembler des informations dans le but de s’échapper de l’île,. Pour cela, il doit résoudre une grande variété d’énigmes en visitant les vingt-cinq bâtiments de l’île, auxquels il peut accéder à tout moment. Le jeu débute dans le bâtiment numéro 6 qui contient un labyrinthe invisible qui diffère d’une partie à l’autre.
Une remake du jeu, doté de meilleurs graphismes, est publié par Edu-Ware en 1982 sous le titre The Prisoner 2.